# Vicky Vette

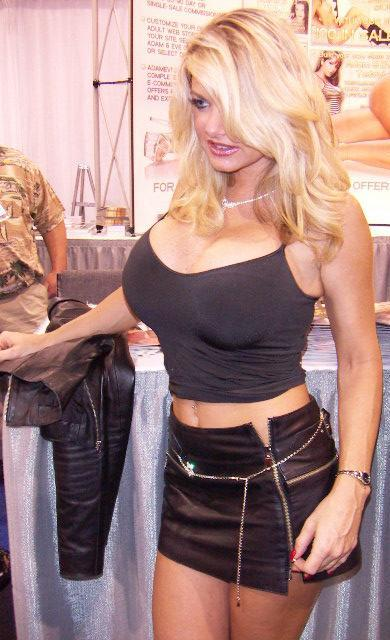
Vicky Vette

Vicky Vette (Stavanger, 1965. június 12. –) norvég pornószínésznő.
Vette családjával Kanadába költözött, majd 32 éves korában az Egyesült Államokba. Atlantában (Georgia) és Los Angelesben (Kalifornia) is van apartmanja. 38 évesen kezdett bele a pornózásba. 2005-ben AVN Award díjat nyert.

## Válogatott filmográfia
| - Big Boob Solos (2007) (V) - Diary of a MILF 5 (2007) (V) - Just Facials 5 (2007) (V) - Vicky Vette's Amateur Ho's (2006) (V) - Anal Adventures 1: Sorority Sisters (2006) (V) - Apprentass 6 (2006) (V) - Ass Masters 3 (2006) (V) - Boob Bangers 4 (2006) (V) - Double Bubble (2006) (V) - Double Parked 16 (2006) (V) - Foot Hustle (2006) (V) - Fusxion Fantasies (2006) (V) | - Gonzo Girlz 2 (2006) (V) - Guide to the Ultimate Sex Party (2006) (V) - Masturbation 1 (2006) (V) - Mother Load (2006) (V) - My Friend's Hot Mom 5 (2006) (V) - Real Female Orgasms 5 (2006) (V) - Real MILFS of the OC (2006) (V) - Suck It Dry 3 (2006) (V) - Leg Sex Diaries (2005) (V) - Entering the Student Body (2005) (V) - Apprentass 3 (2005) (V) - Ass Takers (2005) (V) |